# Vinci (motore a razzo)
Vinci è un motore a razzo a propellente liquido criogenico sviluppato dalla Snecma per conto della ESA. Progettato inizialmente per equipaggiare una evoluzione dello stadio superiore del lanciatore Ariane 5 (denominato ECB), sarà impiegato sull'Ariane 6.

## Storia del progetto
Sebbene lo sviluppo dell'ESC-B fosse stato fermato nel 2003, il programma Vinci non venne cancellato ma continuò pur se con una priorità minore. La Snecma annunciò, il 22 dicembre 2006, di aver siglato con l'ESA un nuovo contratto per una serie di prove di accensioni ripetute e di lunga durata. Durante il 2010, il motore fu provato con successo al banco (completo del suo ugello estensibile) presso il centro prove della DLR a Lampoldshausen.
Tra settembre 2013 e agosto 2014, il quinto prototipo (M5) fu acceso 16 volte per un totale di 5987 secondi di funzionamento, circa sei volte quanto richiesto da una missione Ariane. I successivi due prototipi (M6 e M7) saranno utilizzati per certificare gli impianti accessori.
Nel 2014, la NASA ha proposto di usare il Vinci al posto dell'RL-10 per uno stadio superiore dello Space Launch System dal momento che offre lo stesso impulso specifico ma con una spinta superiore del 64%.
Il 12 ottobre 2018, in seguito alla conclusione favorevole della fase di prove al banco, il motore ha ottenuto la certificazione di idoneità al volo. Ad inizio del 2019 inizierà la costruzione del primo esemplare destinato ad essere integrato sul stadio superiore del primo Ariane 6.

## Tecnica

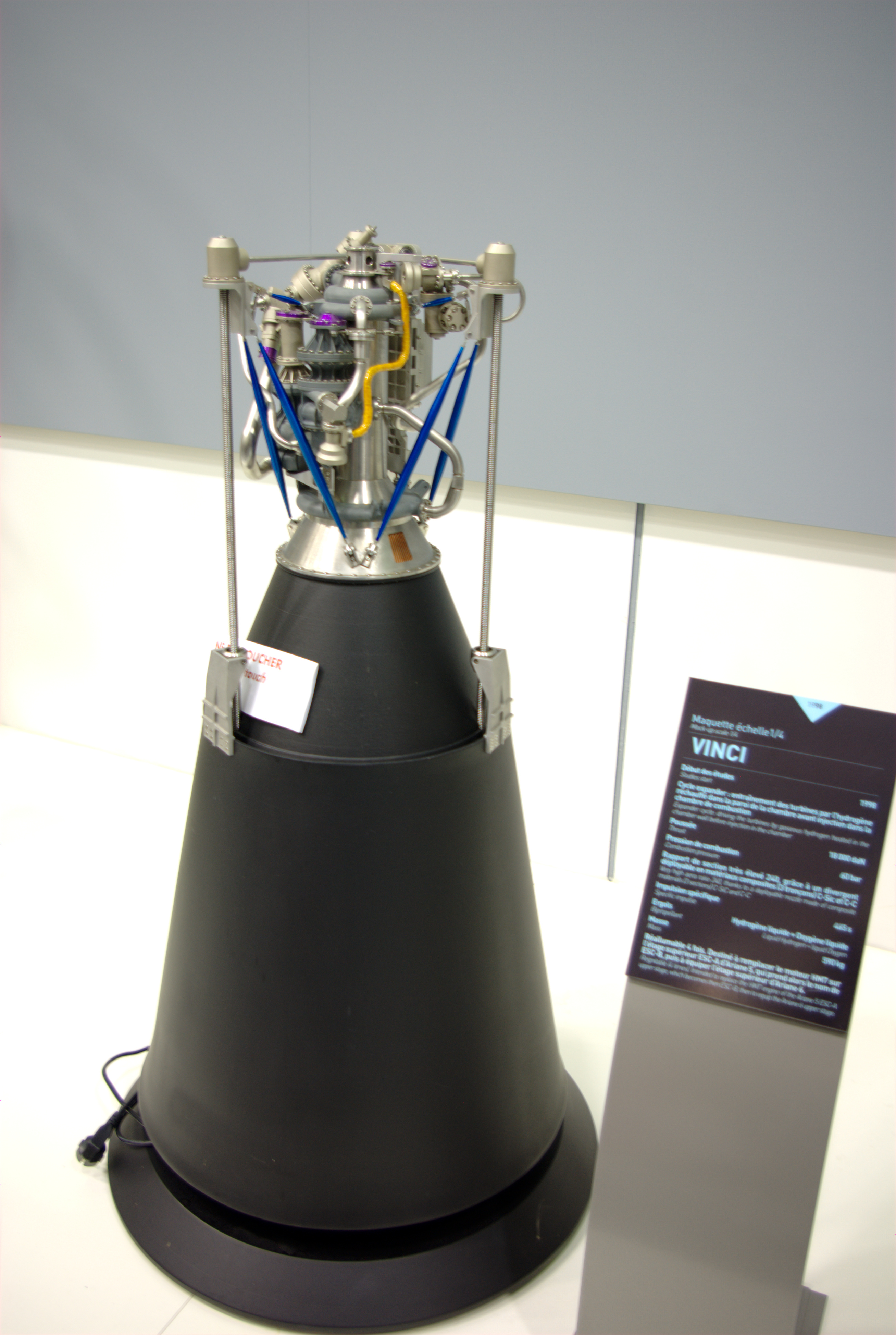
Modello di Vinci con ugello in posizione estesa

Il Vinci è il primo endoreattore europeo con un ciclo a espansione che sfrutta il calore ceduto dall'ugello all'idrogeno liquido destinato alla camera di combustione per muovere la turbina della turbopompa di alimentazione invece di ricorrere ad una camera di combustione aggiuntiva.
Rispetto al suo predecessore (l'HM7B) sarà certificato per eseguire fino a quattro riaccensioni (per un totale di 900 secondi di funzionamento) in modo da garantire il rilascio di più satelliti in differenti orbite. L'ugello di scarico, costituito di tre segmenti in materiale ceramico, è estendibile telescopicamente dopo la separazione dello stadio dal resto del vettore in modo da ridurre da 4,2 a 2,3 metri l'ingombro longitudinale nella prima fase di ascensione del lanciatore.